# Lista de prefeitos de Rio Grande da Serra
Lista de Prefeitos de Rio Grande da Serra, município localizado na região Metropolitana de São Paulo.

## Prefeitos
| N°  | Prefeito (a)                                  | Imagem       | Partido | Partido               | Vice-prefeito (a)               | Imagem                | Partido                                          | Partido                                          | Início do Mandato                               | Fim do Mandato        | Notas | Ref.                        |
| --- | --------------------------------------------- | ------------ | ------- | --------------------- | ------------------------------- | --------------------- | ------------------------------------------------ | ------------------------------------------------ | ----------------------------------------------- | --------------------- | --- | --------------------------- |
| 1°  | Carlos José da Veiga Carlson                  |              |         |                       | Cargo Inexistente               | Cargo Inexistente     | Cargo Inexistente                                | Cargo Inexistente                                | 1965                                            | 1969                  | Prefeito eleito em sufrágio universal. |                             |
| 2°  | Geraldino Lotti Filho                         |              |         |                       | Cargo Inexistente               | Cargo Inexistente     | Cargo Inexistente                                | Cargo Inexistente                                | 1969                                            | 1972                  | Prefeito eleito em sufrágio universal. |                             |
| 3°  | Irinéia José Midolli                          |              |         |                       | Cargo Inexistente               | Cargo Inexistente     | Cargo Inexistente                                | Cargo Inexistente                                | 1973                                            | 1977                  | Prefeita eleita em sufrágio universal. |                             |
| 4°  | Aarão Edmundo Jardim Teixeira                 |              |         |                       | Desconhecido                    |                       |                                                  |                                                  | 1977                                            | 1982                  | Prefeito eleito em sufrágio universal. |                             |
| 5°  | Willian Valério Ramos                         |              |         |                       | Desconhecido                    |                       |                                                  |                                                  | 1983                                            | 15 de março de 1989   | Prefeito eleito em sufrágio universal. |                             |
| 6°  | Aparecido Benedito Franco                     |              |         |                       | Desconhecido                    |                       |                                                  |                                                  | 15 de março de 1989                             | 1° de janeiro de 1993 | Prefeito e Vice eleitos em sufrágio universal. |                             |
| 7°  | José da Cruz Jardim Teixeira                  |              |         |                       | Desconhecido                    |                       |                                                  |                                                  | 1° de janeiro de 1993                           | 1° de janeiro de 1997 | Prefeito e Vice eleitos em sufrágio universal. |                             |
| 8°  | Aparecido Benedito Franco                     |              |         | PTB                   | José Carlos Arruda "Carlão"     |                       |                                                  | PRP                                              | 1° de janeiro de 1997                           | 17 de março de 1997   | Prefeito e Vice eleitos em sufrágio universal, o titular faleceu no exercício do mandato. | [ 1 ]                       |
| 9°  | José Carlos Arruda "Carlão"                   |              |         | PRP                   | Cargo Vago                      |                       |                                                  |                                                  | 17 de março de 1997                             | 1° de abril de 1998   | Vice-prefeito eleito no cargo de titular, morreu no exercício do mandato, vítima de um assassinato.                                                                                                | [ 1 ]                       |
| -   | Expedito Antônio de Oliveira                  |              |         | PSDB                  | Cargo Vago                      |                       |                                                  |                                                  | 1° de abril de 1998                             | 24 de agosto de 1998  | Presidente da Câmara de Vereadores no cargo de titular. | [ 1 ]                       |
| 10° | Danilo Franco                                 |              |         | PTB                   | Mário Carvalho da Silva         |                       |                                                  | PTB                                              | 24 de agosto de 1998                            | 30 de março de 1999   | Prefeito e Vice eleitos em eleição suplementar, o titular foi cassado pela câmara de vereadores, por ser filho do titular eleito originalmente para o início do mandato Aparecido Benedito Franco. | [ 2 ]                       |
| -   | Célia Franco                                  |              |         |                       | Cargo Vago                      |                       |                                                  |                                                  | 31 de março de 1999                             | 9 de março de 2000    | Secretária dos Negócios Jurídicos do Município no exercício do mandato interinamente. | [ 2 ]                       |
| 11° | Mário Carvalho da Silva                       |              |         | PTB                   | Cargo Vago                      |                       |                                                  |                                                  | 10 de abril de 2000                             | 30 de junho de 2000   | Vice-prefeito eleito em eleição suplementar, posteriormente cassado pela câmara de vereadores. | [ 2 ]                       |
| 12° | Ramon Álvaro Velasquez                        |              |         | PT                    | Jovino Neves                    |                       |                                                  | PT                                               | 1° de julho de 2000                             | 1° de janeiro de 2001 | Segundo colocado na eleição suplementar de 1998. | [ 2 ] [ 3 ]                 |
| 12° | Ramon Álvaro Velasquez                        | Rita Serrano |         | PT                    |                                 | PT                    | 1° de janeiro de 2001                            | 1° de janeiro de 2005                            | Prefeito e Vice reeleitos em sufrágio universal |                       | | [ 2 ] [ 3 ]                 |
| 13° | Adler Alfredo Jardim Teixeira "Kiko"          |              |         | PV                    | Helenice Arruda                 |                       |                                                  | PTB                                              | 1° de janeiro de 2005                           | 1° de janeiro de 2009 | Prefeito e Vice eleitos em sufrágio universal. | [ 4 ] [ 5 ] [ 6 ]           |
| 13° | Adler Alfredo Jardim Teixeira "Kiko"          |              | PSDB    | 1° de janeiro de 2009 | Helenice Arruda                 | 1° de janeiro de 2013 | Prefeito e Vice reeleitos em sufrágio universal. | PTB                                              |                                                 |                       | | [ 4 ] [ 5 ] [ 6 ]           |
| 14° | Luis Gabriel Fernandes da Silveira "Maranhão" |              |         | PSDB                  | Marilza Aparecida de Oliveira   |                       |                                                  | PTB                                              | 1° de janeiro de 2013                           | 1° de janeiro de 2017 | Prefeito e Vice eleitos em sufrágio universal. | [ 7 ] [ 8 ] [ 9 ]           |
| 14° | Luis Gabriel Fernandes da Silveira "Maranhão" |              | PSD     | PSDB                  | Marilza Aparecida de Oliveira   | 1° de janeiro de 2017 | 1° de janeiro de 2021                            | Prefeito e Vice reeleitos em sufrágio universal. |                                                 |                       | | [ 7 ] [ 8 ] [ 9 ]           |
| 15° | Claudio Manoel de Melo                        |              |         | PODE                  | Maria da Penha Agazzi Fumagalli |                       |                                                  | PTB                                              | 1° de janeiro de 2021                           | 1° de julho de 2022   | Prefeito e Vice eleitos em sufrágio universal, o titular fora cassado. | [ 10 ] [ 11 ] [ 12 ] [ 13 ] |
| 15° | Claudio Manoel de Melo                        | PSDB         |         |                       | Maria da Penha Agazzi Fumagalli |                       |                                                  | PTB                                              | 1° de janeiro de 2021                           | 1° de julho de 2022   | Prefeito e Vice eleitos em sufrágio universal, o titular fora cassado. | [ 10 ] [ 11 ] [ 12 ] [ 13 ] |
| 16° | Maria da Penha Agazzi Fumagalli               |              |         | PTB                   | Cargo Vago                      |                       |                                                  |                                                  | 1° de julho de 2022                             | 1° de janeiro de 2025 | Vice-prefeita eleita no cargo de titular, assumiu o cargo após a cassação do titular. | [ 11 ]                      |
| 16° | Maria da Penha Agazzi Fumagalli               | PSD          |         |                       | Cargo Vago                      |                       |                                                  |                                                  | 1° de julho de 2022                             | 1° de janeiro de 2025 | Vice-prefeita eleita no cargo de titular, assumiu o cargo após a cassação do titular. | [ 11 ]                      |
| 17° | Akira Auriani                                 |              |         | PSB                   | Vilma Marcelino                 |                       |                                                  | PSDB                                             | 1° de janeiro de 2025                           | atualidade            | Prefeito e Vice eleitos em sufrágio universal. | [ 14 ]                      |